# Secamone schinziana
Secamone schinziana är en oleanderväxtart som beskrevs av Rudolf Schlechter. Secamone schinziana ingår i släktet Secamone och familjen oleanderväxter. Inga underarter finns listade i Catalogue of Life.